# 坦克党

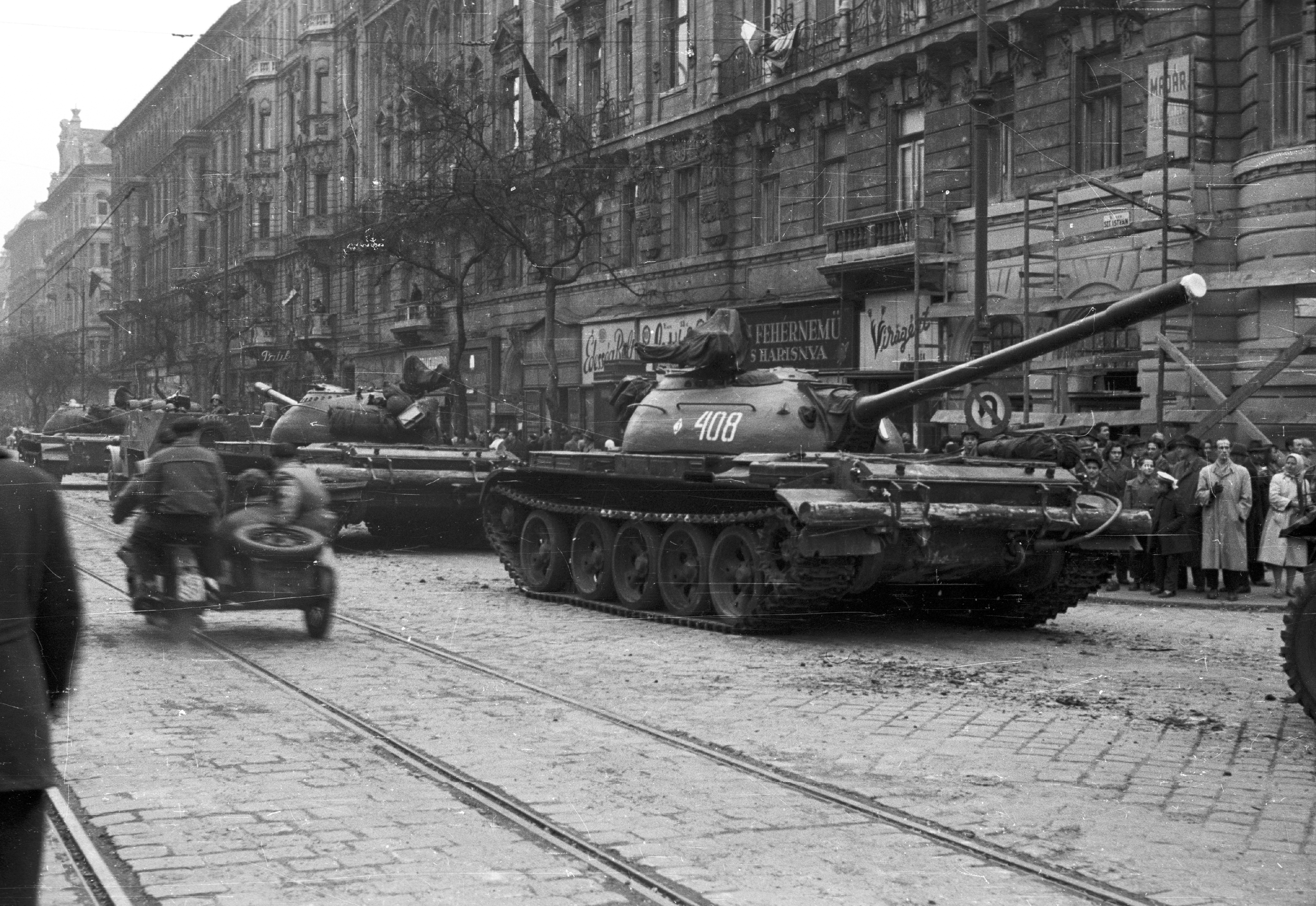
1956年，苏联红军的T-54坦克在匈牙利首都行进。

坦克党（又稱坦克派）為威权社会主义支持者的贬稱，尤指支持威权主义共產政权入侵他國或鎮壓國民的人。最初是持不同意见或少数派的马克思列宁主义者对跟随苏联共产党之路线的大不列颠共产党党员的贬称。坦克一词来自一些党员说过的，苏联应当使用坦克反击匈牙利革命和之后的布拉格之春；其后该词也可以指代一切亲苏联的人。这一词语通常被反威权主义的左派使用，主要被无政府主义者、自由意志社会主义者、左翼共产主义者、民主社会主义者和改良主义者用来批评传统的列宁主义或斯大林主义者，尽管这个词也被自由主义者和右派越来越多地使用。
目前该词汇也用于形容偏袒威權主義共產领袖（如斯大林、毛泽东、波尔布特和金日成等）及政權（如中华人民共和国、朝鲜民主主义人民共和国），為其犯下的罪行否認、背书及辩护、否认的左翼人士。

## 定义
据《獨立報》报道，布拉格之春后，“在共产党的圈子里，包括英国共产党的圈子里，‘坦克党’一词被用来描述那些支持用武力粉碎布拉格之春的党员”。据《卫报》报道，坦克党一词是其他左派马克思主义者对斯大林主义者的一种称呼。
克里斯蒂娜·彼得森认为：“从政治上讲，坦克党们认为过去和现在的社会主义制度是创造共产主义的合适的尝试，因此没有与斯大林和中国等割席”。
《纽约客》的评论员莎拉·琼斯（Sarah Jones）认为，特别是自2022年2月开始的俄罗斯入侵乌克兰的背景下，坦克党这个词也被用于指代“自我认同的[美国]左翼分子，他们对俄罗斯的侵略性外交政策和侵犯人权的历史进行刻意软化”。
《The Intercept》记者罗恩·凯里认为“坦克党心态中的关键要素是一种头脑简单的假设，即只有美国才能成为帝国主义者，因此任何反对美国的国家都必须得到支持”。

## 历史
坦克党一词最初是形容部分大不列颠共产党强硬派党员的，大不列颠共产党的坦克党也被称为“斯大林主义者”，和大不列颠共产党在英国工联的影响力有关。1956年苏联入侵匈牙利后，记者彼得·佩特森曾询问英国机工联合会官员雷格·伯奇他是如何当选党首的：
我问他为什么和坦克党站一边，这个称呼是因为俄国镇压起义时用了坦克，他说“他们需要一个能对付匈牙利的工联主义者，而我完全符合。”
支持入侵匈牙利让大不列颠共产党名声扫地，1968年该党表示反对入侵捷克斯洛伐克，但是部分强硬派党员仍表示支持。
20世纪80年代大不列颠共产党内希望改革的欧洲共产主义者和传统的亲苏联团体出现分歧，后者常被称为“坦克党”。比如在2006年捷克裔作者湯姆·斯托帕德的演出劇作《搖滾》中，基于左派人士艾瑞克·霍布斯邦的角色麦克斯和史蒂文讨论柏林墙拆除之后要了解党内情况应该读什么，他们评论了《今日马克思主义》和《晨星报》：
麦克斯：《今日马克思主义》？这个不够欧洲共产主义。归根结底就像邮购礼物一样，我无法接受印着小镰刀锤子的袜子。

史蒂文：坦克党的最新作品在《晨星报》上。

麦克斯：坦克党……这都多少年了。杜布切克回来了，俄国同意撤军了，捷克斯洛伐克为资本主义脱下了她的内裤。1968年8月留下的只是对共产党内仅存的真正的共产党员的嘲笑性绰号。
2015年，英国首相鲍里斯·约翰逊称傑瑞米·柯賓和工党的左翼是“坦克党和托派”（"tankies and trots"，后者指托洛茨基主義者）。

## 用法
左派作家卡尔·贝耶尔称该词有两种不同的用法：其一是最初的用法，指“支持派遣坦克进入匈牙利镇压对苏维埃共产主义的反抗的人，或更广泛地说，坦克党是指那些倾向于支持激进地反对资本主义的人”，其二是现代的网络上的用法，大致指“一个沉溺于阴谋论的，言论主要是表演性的，自称的共产主义者”，卡尔·贝耶尔对这两种用法均持批判态度。“坦克党”一词因此重新成为指代权威主义左翼或威权社会主义者的互联网用语。
就新近的用法而言，现代的一个例子是，在围绕新疆问题的讨论中，“坦克党”一词被用来描述那些“基于中国是现实存在的抵抗西方帝国主义的社会主义国家，从而本能地捍卫中国”的自认为是左翼的群体，这些群体的问题是他们使用了新保守主义的分析方式进行辩护，且对“中国在性质上是否是社会主义国家”这一问题不做讨论。特别是在2022年俄罗斯入侵乌克兰的背景下，这个词也被使用来形容对当时的俄罗斯态度暧昧的群体
。另一個案例是台灣問題的討論，坦克黨傾向否定中國現實的官僚資本主義與帝國主義屬性，站在抵抗美國帝國主義的立場上，同意中國對台灣的主權主張。
据《Vice》报道，这种当代表达方式在自由主义左翼群体，如年轻的民主社会主义者和自由意志社会主义者中特别流行。现今的坦克党一般不与非马克思列宁主义的左派或反对坦克党并自认左派的人相处，反之亦然。虽然通常带有贬义，但“一些马克思列宁主义者开始将这个词作为荣誉徽章佩戴。”